# Li Chunyu
Li Chunyu (李春鬱T, 李春郁S, Li ChūnyùP; Shenyang, 9 ottobre 1986) è un ex calciatore cinese, di ruolo centrocampista.

## Palmarès

### Club

#### Competizioni nazionali
- Coppa della Cina: 1

Guizhou Renhe: 2013
- Supercoppa di Cina: 1

Guizhou Renhe: 2014